# Topolino campione di football
Topolino campione di football (Touchdown Mickey) è un film del 1932 diretto da Wilfred Jackson. È un cortometraggio animato della serie Mickey Mouse, prodotto dalla Walt Disney Productions e uscito negli Stati Uniti il 15 ottobre 1932, distribuito dalla United Artists.

## Trama
Topolino è il capitano di una squadra di football americano di nome "I Massacratori di Topolino", che sta giocando l'ultimo quarto di una partita contro i "Gatti Randagi". Topolino incontra i favori del pubblico (tra cui Minni, Clarabella e Orazio Cavezza). Pippo è il radiocronista. Topolino, nonostante le dimensioni e la violenza degli avversari, riesce ad andare in vantaggio alla fine dell'ultimo minuto di gioco (aiutato anche da Pluto, che porta l'acqua). Pubblico e tifosi portano Topolino in trionfo, e Minni lo bacia nonostante sia sporco di fango.

## Distribuzione

### Edizione italiana
Esistono due edizioni italiane del corto. In DVD è stata inclusa l'edizione originale, senza doppiaggio italiano e con il titolo in inglese. Quella trasmessa in TV è invece colorata al computer e presenta doppiaggio e titolo in italiano.

## Edizioni home video

### DVD
Il cortometraggio è incluso nel DVD Walt Disney Treasures: Topolino in bianco e nero, con titolo e doppiaggio originali.